# ヴルチェドルム
座標: 北緯43度42分 東経23度27分 / 北緯43.700度 東経23.450度

ヴルチェドルム
Вълчедръмヴルチェドルム ブルガリア内のヴルチェドルムの位置

ヴルチェドルム（ブルガリア語: Въ̀лчедръм、Valchedram）はブルガリア北西部の町、およびそれを中心とした基礎自治体。モンタナ州に属する。モンタナ州の北東部に位置している。ヴァルチェドルムなどとも表記される。
ヴルチェドルムは西部ドナウ平原に位置しており、ツィブリツァ川（Цибрица / Tsibritsa）およびドナウ川に近接している。ヴルチェドルムの最初の学校は1780年に建てられた。町にはブルガリア正教会の聖パラスケヴィ聖堂と、小さな博物館がある。
ヴルチェドルム自治体には、ドナウ川の中洲のイビシャ島も含まれており、島は自然保護区に設定されている。人口の多くはブルガリア人であるが、およそ30%はロマである。

## 町村
ヴルチェドルム基礎自治体（Община Вълчедръм）には、その中心であるヴルチェドルムをはじめ、以下の町村（集落）が存在している。
- Ботево
- Бъзовец
- Вълчедръм
- Горни Цибър
- Долни Цибър
- Златия

- Игнатово
- Мокреш
- Разград
- Септемврийци
- Черни връх

## 画像

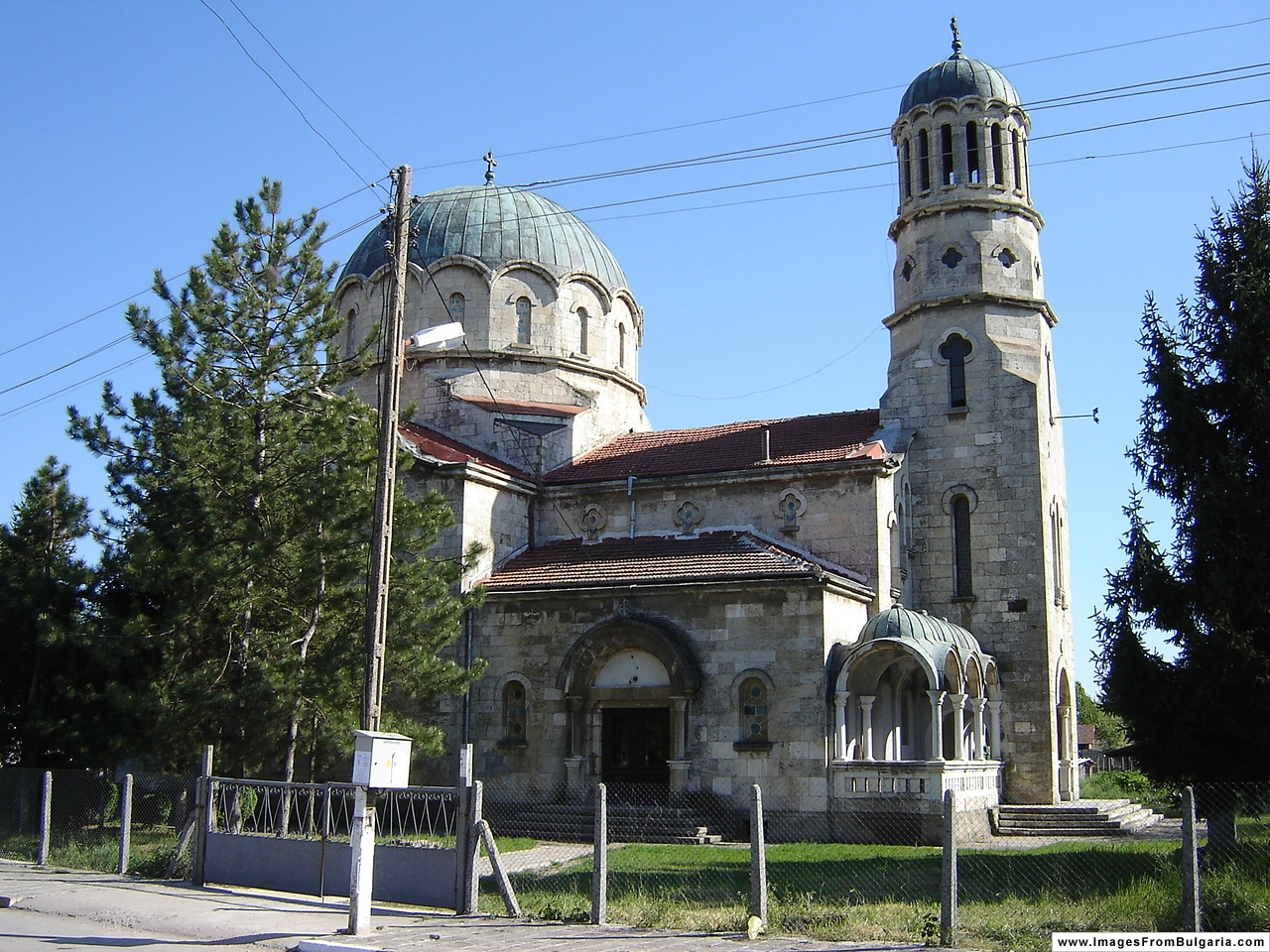
聖パラスケヴァ聖堂
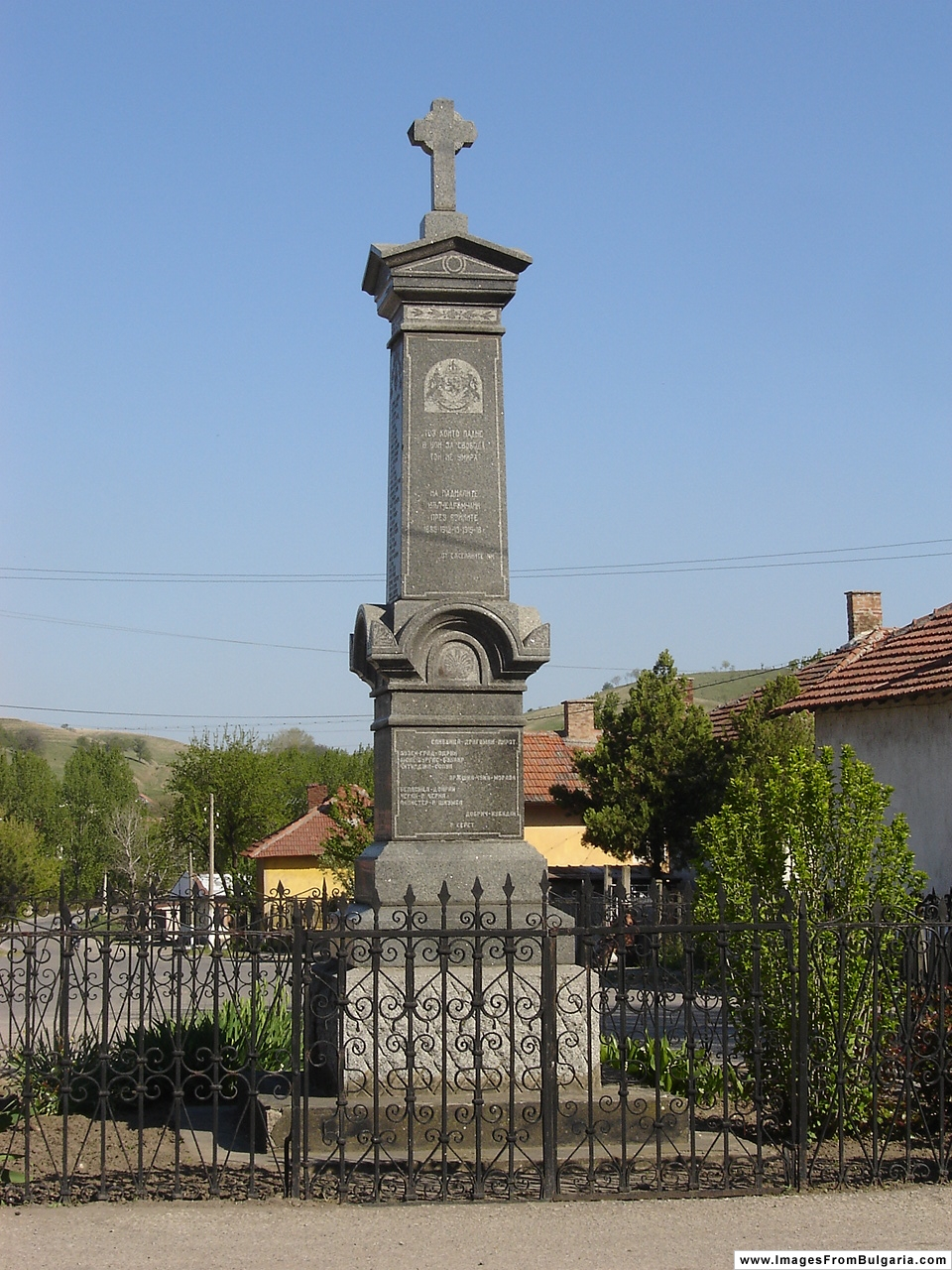
戦没者のためのモニュメント